# Shout Out Louds
(Shout Out Louds - Our Ill Wills - Impossible)
Gli Shout Out Louds sono un gruppo musicale indie rock proveniente da Stoccolma, nato nel 2003.

## Storia
Il loro primo album, Howl Howl Gaff Gaff, viene pubblicato in Svezia nel 2003. Il loro primo singolo, The Comeback, lancia il disco verso un discreto successo. Le canzoni sono molto ritmiche e prevalgono la batteria e la chitarra, nonostante non manchino parti di tastiera. Le canzoni, la maggior parte delle quali scritte dal chitarrista e cantante Adam Olenius, sono cantate in lingua inglese.
Nel 2005, producono la versione internazionale dell'album. Sempre di nome Howl Howl Gaff Gaff, il disco cambia la scaletta delle canzoni. Vengono tolte dalla lista alcune canzoni, come Wish I Was Dead, famosa per essere stata inserita nella colonna sonora di The O.C., e inserite altre nuove, come A Track and a Train. Alcune canzoni vengono riarrangiate, come The Comeback, o Go Sadness. La versione internazionale raggiunge anch'essa un discreto successo, e vengono anche prodotti i video di The Comeback, Very Loud e Shut your Eyes.
Nel 2007 esce il secondo album, Our Ill Wills. Questo disco è caratterizzato da una vena di malinconia molto maggiore che nel primo lavoro. Le canzoni parlano di cuori spezzati, di incidenti stradali, e lasciano intendere che il cantante-autore delle canzoni, non deve aver passato periodi molto sereni tra un album e un altro. Il singolo di lancio è Tonight I Have to Leave It. Il secondo singolo è Impossible che viene inserito nella colonna sonora del film "PROM-Ballo di fine anno". Di entrambi vengono realizzati i videoclip.
Nell'agosto 2013 parteciperanno all'Ypsigrock Festival di Castelbuono.

## Componenti del gruppo
- Adam Olenius - voce, chitarra
- Ted Malmros - basso, percussioni
- Carl Von Arbin - voce secondaria, chitarra
- Eric Edman - batteria
- Bebban Stenborg - voce secondaria, tastiere

## Discografia
- 2003 - Howl Howl Gaff Gaff (scandinavian version)
- 2005 - Howl Howl Gaff Gaff (international version)
- 2007 - Our Ill Wills
- 2010 - Work
- 2013 - Optica
- 2017 - Ease My Mind
- 2022 - House

## EP
- 2003 - 100°
- 2004 - Oh, Sweetheart
- 2004 - Very Loud
- 2006 - The Combines EP (Remixes)

## Singoli
- 2003 - Hurry Up Let's Go
- 2003 - Shut Your Eyes
- 2004 - Please Please Please
- 2004 - Very Loud/Wish I Was Dead
- 2005 - The Comeback
- 2006 - Please Please Please
- 2007 - Tonight I Have to Leave It
- 2008 - Impossible